# アート・リンソン
アート・リンソン（Art Linson, 1942年 - ）は、アメリカ合衆国の映画監督、映画プロデューサー、脚本家。

## 経歴
イリノイ州シカゴ生まれ。1980年、Where the Buffalo Roamで映画監督デビュー。このコメディ映画はハンター・S・トンプソンの話が元になっており、 ビル・マーレイが作者役として登場した。1984年には『ワイルド・ライフ』を監督した。
数多くの作品で映画プロデュースを行っており、 マイケル・マン、デヴィッド・マメット、キャメロン・クロウとも一緒に仕事をしたことがある。『アメリカン・ホット・ワックス アラン・フリード物語』では脚本を担当し、 著書What Just Happened? Bitter Hollywood Tales from the Front Line（ISBN 1-58234-240-7）は『トラブル・イン・ハリウッド』の原作となった。また、A Pound of Flesh: Perilous Tales of How to Produce Movies in Hollywood（ISBN 0-8021-3551-X）の著者でもある。
2011年、リンソンは息子のジョン・リンソンと共同で、バンド ザ・ランナウェイズを題材とした映画『ランナウェイズ』を製作・公開した。

## フィルモグラフィ
- 『ブルージーンズ・ジャーニー』 Rafferty and the Gold Dust Twins (1975) - 製作
- 『カー・ウォッシュ』 Car Wash (1976) - 製作
- 『アメリカン・ホット・ワックス アラン・フリード物語』 American Hot Wax (1978) - 製作・原案
- Where the Buffalo Roam (1980) - 製作・監督
- 『メルビンとハワード』 Melvin and Howard (1980) - 製作
- 『初体験/リッジモント・ハイ』 Fast Times at Ridgemont High (1982) - 製作
- 『ワイルド・ライフ』 The Wild Life (1984) - 製作・監督
- 『アンタッチャブル』 The Untouchables (1987) - 製作
- 『3人のゴースト』 Scrooged (1988) - 製作
- 『カジュアリティーズ』 Casualties of War (1989) - 製作
- 『俺たちは天使じゃない』 We're No Angels (1989) - 製作
- 『ディック・トレイシー』  Dick Tracy (1990) - 製作総指揮
- 『シングルス』 Singles (1992) - 製作総指揮
- 『アサシン』 Point of No Return (1993) - 製作
- 『ボーイズ・ライフ』 This Boy's Life (1993) - 製作
- 『ヒート』 Heat (1995) - 製作
- 『ザ・ワイルド』 The Edge (1997) - 製作
- 『大いなる遺産』 Great Expectations (1998) - 製作
- 『狂っちゃいないぜ』 Pushing Tin (1999) - 製作
- 『ファイト・クラブ』 Fight Club (1999) - 製作
- 『サンセット・ストリップ』 Sunset Strip (2000) - 製作
- 『ザ・プロフェッショナル』 Heist (2001) - 製作
- 『特捜刑事 スパルタン』 Spartan (2004) - 製作
- Imaginary Heroes (2004) - 製作
- 『ロード・オブ・ドッグタウン』 Lords of Dogtown (2005) - 製作総指揮
- 『ブラック・ダリア』 The Black Dahlia (2006) - 製作
- 『イントゥ・ザ・ワイルド』 Into the Wild (2007) - 製作
- 『トラブル・イン・ハリウッド』 What Just Happened (2008) - 製作・脚本・原作
- The Untouchables: Capone Rising (2008) - 製作
- 『ランナウェイズ』 The Runaways (2010) - 製作
- 『1923』- 1923 (2022-) - テレビドラマシリーズ 製作総指揮